# Le Journal des psychologues
Le Journal des psychologues est une revue mensuelle de psychologie française, destinée aux professionnels du champ ainsi qu'aux étudiants en psychologie. Elle est créée par Armand Touati en 1982.
Les rédacteurs en chef sont Patrick Conrath et Maria Ouazzani.

## Contenu
Des rubriques qui traitent chacune sous forme d’un article d’un domaine d’activité ou d’une question concernant l’exercice ou l’éclairage théorique de la psychologie.
Un dossier traite chaque mois d’un thème, dans la perspective d’inviter à la réflexion.
Une rubrique lecture propose un choix de livres et de revues parus dans le mois.
Un agenda renseigne sur les principales manifestations et congrès de psychologie à venir.